# Raphistemma
Raphistemma és un gènere de lianes de la família de les Apocynaceae. Conté quatre espècies. És originari d'Àsia i creix en els matollars dels boscos oberts de la Xina (Guangxi, Yunnan), Indonèsia, Myanmar, Nepal, Sikkim, Tailàndia i el Vietnam.

## Descripció
Són lianes que assoleixen als 5-8 m d'alçada. Els brots són glabres. Les fulles són llargues peciolades, làmines herbàcies de 4-20 cm de llarg i 2-15 cm d'ample, oblongues a ovades, basalment cordades. L'àpex és agut a acuminat, adaxial glabres o pubescents aïlladament, abaxialment glabres o escassament pubescents, amb diversos col·lèters a la de base de les fulles.
Les inflorescències són extraaxil·lars, solitàries, quasi tan llargues com les fulles adjacents, amb 7-12 flores, simples, pedunculades.

## Taxonomia
El gènere va ser descrit per Nathaniel Wallich i publicat a Plantae Asiaticae Rariores 2: 50, pl. 163. 1831.
- Raphistemma brevipedunculatum Y.Wan
- Raphistemma ciliatum Hook.f.
- Raphistemma hooperianum Decne.
- Raphistemma pulchellum Wall.